# Pedro Guedes
Pedro da Fonseca Guedes (Macau, 1874 — 1961) foi um pintor português.
O artista foi um dos fundadores da Sociedade Nacional de Belas Artes.

## Prémios
- Prémio Anunciação 1896.[2]